# España F10 2008
El España F10 Futures de 2008 es un evento de tenis masculino que se lleva a cabo en la ciudad de Badalona entre el 10 y 16 de marzo de 2008.
Entrega una bolsa de premios de 10 000 dólares.

## Campeones
- Individuales masculinos:  Bartolome Salva Vidal
- Dobles masculinos:  Marcelo Demoliner /  David Rice

## Cabezas de serie
A continuación se detallan los cabeza de serie de cada categoría. Los jugadores marcados en negrita están todavía en competición. Los jugadores que ya no estén en el torneo se enumeran junto con la ronda en la cual fueron eliminados.

### Cabezas de serie (individuales)
| 1. | Marc Fornell Mestres   | pierde ante | Alexander Jakupovic   | Semifinal        |
| 2. | Bartolome Salva Vidal  | derrota a   | Alexander Jakupovic   | Ganador          |
| 3. | Hector Ruiz Cadenas    | pierde ante | Sergio Pérez Pérez    | 1ª ronda         |
| 4. | Carlos Poch Gradin     | pierde ante | Bartolomé Salva Vidal | Semifinal        |
| 5. | Gorka Fraile           | pierde ante | Bartolomé Salva Vidal | Cuartos de final |
| 6. | Javier Genaro Martínez | pierde ante | Carlos Poch Gradin    | Cuartos de final |
| 7. | Guillermo Olaso        | pierde ante | Marc Fornell Mestres  | Cuartos de final |
| 8. | James Ward             | pierde ante | David Díaz Ventura    | 2ª ronda         |

### Cabezas de serie (dobles)
| 1. | Miguel Pérez Puigdomenech Sergio Pérez Pérez | pierden ante | Marcelo Demoliner David Rice                | Semifinal        |
| 2. | Alexander Jakupovic Carlos Poch Gradin       | pierden ante | David Canudas Fernández Oscar Sabate Bretos | Cuartos de final |
| 3. | Marc Fornell Mestres Gorka Fraile            | pierden ante | Jordi Marse Vidri Jeremy Swyngedouw         | Cuartos de final |
| 4. | Javier Genaro Martínez Guillermo Olaso       | pierden ante | Marcelo Demoliner David Rice                | 1ª ronda         |